# سد زیویه
سد زیویه، سدی خاکی با هسته رسی در نزدیکی روستای زیویه و ۲۶ کیلومتری شمال غربی مرکز شهرستان کامیاران در استان کردستان است که بر روی رودخانه فصلی شاهینی قرار دارد. حجم مخزن این سد ۱۸ میلیون مترمکعب است.
این سد با هدف کنترل سیل‌های فصلی رودخانه شاهینی، تأمین آب آشامیدنی روستاهای مجاور، تأمین آب کشاورزی ۱۲۰۰ هکتار زمین کشاورزی پایاب سد و همچنین توسعه گردشگری طبیعت در این منطقه احداث شده است.

## نگارخانه
.